# Comuna Zorîkivka, Milove
Zorîkivka (în ucraineană Зориківка) este o comună în raionul Milove, regiunea Luhansk, Ucraina, formată din satele Pivnivka și Zorîkivka (reședința).

## Demografie
Componența lingvistică a comunei Zorîkivka
     Ucraineană (93,36%)
     Rusă (6%)
     Alte limbi (0,16%)
Conform recensământului din 2001, majoritatea populației comunei Zorîkivka era vorbitoare de ucraineană (93,36%), existând în minoritate și vorbitori de rusă (6%).